# Chiesa dell'Assunta (Mendrisio)
La chiesa dell'Assunta è la chiesa parrocchiale di Tremona, frazione di Mendrisio nel Canton Ticino.
L'edificio è attestato dal 1578 e divenne parrocchia dal 1770. L'attuale edificio, della metà del Seicento è a pianta longitudinale, con semplice facciata con timpano triangolare, arricchita nell'Ottocento da lesene, cornici e zoccoli in pietra di Saltrio. La chiesa è stata sottoposta nel 1972 a restauri diretti da Alberto Finzi.
L'interno presenta tre campate coperte da volte a botte, un coro rettangolare e due cappelle laterali a nicchia.
L'altare maggiore a parete reca una mostra in stucco della fine del secolo XVII e una mensa marmorea con tempietto del tardo XVIII secolo, attribuiti ad Antonio Monzini. Al centro spicca l'affresco dell’Assunta, opera di Francesco Antonio Giorgioli (1655 - 1725), di Meride, della fine del XVII secolo; nel cartiglio si trova un dipinto ad olio su tela raffigurante San Giovanni Battista dell'inizio XVII secolo.
Sui piedritti dell'arco trionfale sono collocati due Angeli cerofori lignei della prima metà del XVII secolo.
La cappella della Madonna, a destra, ospita un altare in stucco con Angeli cariatidi e timpano spezzato, della fine del XVII secolo. Al centro è un affresco (Madonna con Bambino, alla maniera di Bernardino Luini, della prima metà del XVI secolo, con figure aggiunte dal Giorgioli alla fine del secolo successivo.
Sulla parete laterale sinistra si trova un affresco di Antonio Rinaldi (Sant'Agata), della metà del XIX secolo.
La cappella è completata da ornati ottocenteschi sulla volta, un fonte battesimale in pietra seicentesco e da un nuovo arredo liturgico del 1972.
La cappella del Crocifisso a sinistra, ha un ottocentesco altare in stucco, privato della mensa che ospita in una nicchia un Crocifisso ligneo settecentesco. Sulla pareti sono presenti affreschi: sul fondo San Carlo Borromeo (XVII secolo) e il Beato Manfredo Settala, opera di Silvano Gilardi (nato nel 1933) di Brè; sulla pareti laterali, Santa Apollonia del Rinaldi e Santa Lucia del Gilardi (1986, copia su tela dell'affresco deperito del Rinaldi). Nella volta, ornati ottocenteschi, opera di Innocente Chiesa (1817 - 1894), di Sagno.